# 阿瓜斯-迪圣巴巴拉
阿瓜斯-迪圣巴巴拉是巴西圣保罗州的一个市镇。总面积408.471平方公里，总人口5360人，人口密度13.1人/平方公里。